# Campamento Canaima
El Campamento Canaima, o simplemente Canaima, es una localidad al norte del Parque nacional Canaima, en el estado Bolívar, Venezuela. Es uno de los mayores destinos turísticos dentro del país al ser punto de partida para las expediciones hacia el Salto Angel y demás cascadas del área. Se encuentra sobre los márgenes de la laguna de Canaima, en el río Carrao y la isla Anatoly.
La actividad del pueblo está orientada en gran medida al sector turístico, por lo que cuenta con una decena de campamentos turísticos, hoteles y posadas. La mayor parte de sus habitantes forman parte de la etnia pemón. El pueblo no posee conexión terrestre y fluvial, por lo que es enlazado vía aérea con las localidades de La Paragua, Ciudad Bolívar y Puerto Ordaz a través del aeropuerto Canaima.
- Datos: Q5742525
- Multimedia: Canaima / Q5742525